# Annie M.G.
Annie M.G. is een Nederlandse dramaserie met zang en dans over het leven van schrijfster Annie M.G. Schmidt, bekend van onder andere Pluk van de Petteflet, Jip en Janneke en vele populaire kinderliedjes, zoals Dikkertje Dap. Ook schreef ze een aantal bekende musicals. In de serie, die is geïnspireerd op de biografie Anna van Annejet van der Zijl, is veel van haar werk verweven. De rol van Annie wordt gespeeld door vier (eigenlijk vijf) actrices. Het eerste deel van haar leven wordt gespeeld door Robin Brans en Sanne Vogel, het tweede door Malou Gorter en het derde door Annemarie Prins. De serie werd uitgezonden op Nederland 2 en op de Vlaamse televisiezender Eén, die de serie mee geproduceerd heeft.

## Rolverdeling
- Jentel Schiebaan - Annie M.G. Schmidt (baby)
- Robin Brans - Annie M.G. Schmidt (4-5 jr)
- Sanne Vogel - Annie M.G. Schmidt (16-32 jr)
- Malou Gorter - Annie M.G. Schmidt (33-59 jr)
- Annemarie Prins - Annie M.G. Schmidt (60-84)
- Gijs Scholten van Aschat - Dick van Duyn (38-61 jr)
- Tom Jansen - Dick van Duyn (68-72 jr)
- Kenji Pinero - Flip van Duyn (baby)
- Finn Leenders - Flip van Duyn (4 jr)
- Frederik Stuut - Flip van Duyn (13-16 jr)
- Daan Schuurmans - Flip van Duyn (24-43 jr)
- Roeland Fernhout - Haye van der Heyden
- Betty Schuurman - Trui Schmidt
- Nienke Sikkema - Fiep Westendorp
- Han Kerckhoffs - Johan Schmidt
- Saskia Temmink - Jetta van Leeuwen
- Anne-Marie Jung - Wim Hora Adema
- Theo Nijland - Harry Bannink
- Jeroen Spitzenberger - Sal
- Roos Ouwehand - Jeanne
- Terence Schreurs - Tops
- Gijs Naber - Henk
- Geert Lageveen - Simon
- Nelly Frijda - Dieuwer van de Poll
- Eva van der Gucht - Thuishulp
- Anneke Blok - Thuishulp
- Marcel Musters - Verhuizer
- Huub van der Lubbe - Verhuizer
- Pia Douwes - Conny Stuart
- Jeroen Willems - Willem Nijholt
- Wende Snijders - Hoerenmadame
- Arthur Japin - Interviewer
- Wim Opbrouck - Interviewer Belgische tv
- Rick Paul van Mulligen - Felix

## Prijzen
- Lira Scenarioprijs